# Tavole genealogiche della famiglia Hohenstaufen

## Tavole genealogiche
Seguono le tavole genealogiche della dinastia degli Hohenstaufen. Non si dispone di una genealogia moderna e scientificamente consolidata dell'intera casata; la sua ricostruzione sistematica rappresenta un ambito di studio aperto e di rilevante interesse per la ricerca storica.

### Linea antica
| | |                                                                              |                                                                              | | |                                                                                |                                                                                |                                                               |                                                               |                  |                  |
| | |                                                                              |                                                                              | | Federico *? †?                                                                                                  |                                                                                |                                                                                |                                                               |                                                               |                  |                  |
| | |                                                                              |                                                                              | | |                                                                                |                                                                                |                                                               |                                                               |                  |                  |
| | |                                                                              |                                                                              | | |                                                                                |                                                                                |                                                               |                                                               |                  |                  |
| | |                                                                              |                                                                              | | Federico di Büren *~1020 † ante 1053 ⚭ Ildegarda di Egisheim *1024~1035 †1094 o 1095                            |                                                                                |                                                                                |                                                               |                                                               |                  |                  |
| | |                                                                              |                                                                              | | |                                                                                |                                                                                |                                                               |                                                               |                  |                  |
| | |                                                                              |                                                                              | | |                                                                                |                                                                                |                                                               |                                                               |                  |                  |
| Ludovico *? †1103? | Ludovico *? †1103? | Adelaide fl. 1094                                                            | Adelaide fl. 1094                                                            | Ottone *? †1100                                                                                                 | Ottone *? †1100                                                                                                 | Federico I Duca di Svevia *~1050 †1105 ⚭ Agnese di Waiblingen *1072~1073 †1143 | Federico I Duca di Svevia *~1050 †1105 ⚭ Agnese di Waiblingen *1072~1073 †1143 | Corrado [Kuno] fl. 1094                                       | Corrado [Kuno] fl. 1094                                       | Walther fl. 1094 | Walther fl. 1094 |
| | |                                                                              |                                                                              | | |                                                                                |                                                                                |                                                               |                                                               |                  |                  |
| | |                                                                              |                                                                              | | |                                                                                |                                                                                |                                                               |                                                               |                  |                  |
| | |                                                                              |                                                                              | Federico II Duca di Svevia *1090 †1147 ⚭ (I) Giuditta di Baviera *1103 †1131 ⚭ (II) Agnese di Saarbrücken *? †? | Federico II Duca di Svevia *1090 †1147 ⚭ (I) Giuditta di Baviera *1103 †1131 ⚭ (II) Agnese di Saarbrücken *? †? | Corrado III Re dei Romani *~1093 †1152                                         | Corrado III Re dei Romani *~1093 †1152                                         | Fides [Gertrude] fl. 1136-1182 ⚭ Ermanno di Stahleck *? †1156 | Fides [Gertrude] fl. 1136-1182 ⚭ Ermanno di Stahleck *? †1156 |                  |                  |
| | |                                                                              |                                                                              | | |                                                                                |                                                                                |                                                               |                                                               |                  |                  |
| | |                                                                              |                                                                              | | |                                                                                |                                                                                |                                                               |                                                               |                  |                  |
| (I) Federico Barbarossa Imperatore dei Romani *~1122 †1190 ⚭ (I) Adelaide di Vohburg *~1127 †1184~1190 ⚭ (II) Beatrice di Borgogna *~1146 †1184 | (I) Federico Barbarossa Imperatore dei Romani *~1122 †1190 ⚭ (I) Adelaide di Vohburg *~1127 †1184~1190 ⚭ (II) Beatrice di Borgogna *~1146 †1184 | (I) Berta [Giuditta] *1123~1130 †1194~1195 ⚭ Mattia I di Lorena *~1119 †1176 | (I) Berta [Giuditta] *1123~1130 †1194~1195 ⚭ Mattia I di Lorena *~1119 †1176 | (II) Giuditta [Jutta] *? †1191 ⚭ Ludovico II di Turingia *? †1172                                               | (II) Giuditta [Jutta] *? †1191 ⚭ Ludovico II di Turingia *? †1172                                               | (II) Corrado *1134~1136 †1195 ⚭ Irmengarda di Henneberg *? †1197               | (II) Corrado *1134~1136 †1195 ⚭ Irmengarda di Henneberg *? †1197               | (II) Liutgarda *? † post? 1155                                | (II) Liutgarda *? † post? 1155                                |                  |                  |
| | |                                                                              |                                                                              | | |                                                                                |                                                                                |                                                               |                                                               |                  |                  |
| | |                                                                              |                                                                              | | |                                                                                |                                                                                |                                                               |                                                               |                  |                  |
| · Famiglia imperiale | |                                                                              |                                                                              | | |                                                                                |                                                                                |                                                               |                                                               |                  |                  |

### Famiglia imperiale
|                                                                          |                                                                          |                                     |                                                                               |                                                                               |                        |                                                                                  |                                                                                  |                                                                | | |                                                                  |                                                                  |                                                             | | |                                                                                 |                                                                            | |                                                                      |                                                                      |                                                                        |                                                                        |                                                                     |                                                                     |                                                                   |                                                                   |                                                        |                                                        |                                                                          |                                                                          |
|                                                                          |                                                                          |                                     |                                                                               |                                                                               |                        |                                                                                  |                                                                                  |                                                                | | |                                                                  |                                                                  |                                                             | | |                                                                                 |                                                                            | · Linea antica |                                                                      |                                                                      |                                                                        |                                                                        |                                                                     |                                                                     |                                                                   |                                                                   |                                                        |                                                        |                                                                          |                                                                          |
|                                                                          |                                                                          |                                     |                                                                               |                                                                               |                        |                                                                                  |                                                                                  |                                                                | | |                                                                  |                                                                  |                                                             | | |                                                                                 |                                                                            | |                                                                      |                                                                      |                                                                        |                                                                        |                                                                     |                                                                     |                                                                   |                                                                   |                                                        |                                                        |                                                                          |                                                                          |
|                                                                          |                                                                          |                                     |                                                                               |                                                                               |                        |                                                                                  |                                                                                  |                                                                | | |                                                                  |                                                                  |                                                             | | |                                                                                 |                                                                            | |                                                                      |                                                                      |                                                                        |                                                                        |                                                                     |                                                                     |                                                                   |                                                                   |                                                        |                                                        |                                                                          |                                                                          |
|                                                                          |                                                                          |                                     |                                                                               |                                                                               |                        |                                                                                  |                                                                                  |                                                                | | |                                                                  |                                                                  |                                                             | | |                                                                                 |                                                                            | Federico Barbarossa Imperatore dei Romani *1122 †1190 ⚭ (I) Adelaide di Vohburg *1127 †1184~1190 ⚭ (II) Beatrice di Borgogna *1146 †1184 |                                                                      |                                                                      |                                                                        |                                                                        |                                                                     |                                                                     |                                                                   |                                                                   |                                                        |                                                        |                                                                          |                                                                          |
|                                                                          |                                                                          |                                     |                                                                               |                                                                               |                        |                                                                                  |                                                                                  |                                                                | | |                                                                  |                                                                  |                                                             | | |                                                                                 |                                                                            | |                                                                      |                                                                      |                                                                        |                                                                        |                                                                     |                                                                     |                                                                   |                                                                   |                                                        |                                                        |                                                                          |                                                                          |
|                                                                          |                                                                          |                                     |                                                                               |                                                                               |                        |                                                                                  |                                                                                  |                                                                | | |                                                                  |                                                                  |                                                             | | |                                                                                 |                                                                            | |                                                                      |                                                                      |                                                                        |                                                                        |                                                                     |                                                                     |                                                                   |                                                                   |                                                        |                                                        |                                                                          |                                                                          |
|                                                                          |                                                                          |                                     |                                                                               |                                                                               |                        |                                                                                  |                                                                                  |                                                                | | quattro figli                                                                                           | quattro figli                                                    | (II) Federico V Duca di Svevia *1164 †1170                       | (II) Federico V Duca di Svevia *1164 †1170                  | (II) Enrico VI Imperatore dei Romani *1165 †1197 ⚭ Costanza d'Altavilla *1154 †1198 | (II) Enrico VI Imperatore dei Romani *1165 †1197 ⚭ Costanza d'Altavilla *1154 †1198 | (II) Federico VI Duca di Svevia *1167 †1191                                     | (II) Federico VI Duca di Svevia *1167 †1191                                | (II) Ottone I *1170 †1200 ⚭ Margherita di Blois *1170 †1230                                                                              | (II) Ottone I *1170 †1200 ⚭ Margherita di Blois *1170 †1230          |                                                                      | (II) Corrado II Duca di Svevia *1172 †1196                             | (II) Corrado II Duca di Svevia *1172 †1196                             |                                                                     |                                                                     | (II) Filippo Re dei Romani *1177 †1208 ⚭ Irene Angela *1181 †1208 | (II) Filippo Re dei Romani *1177 †1208 ⚭ Irene Angela *1181 †1208 | (II) Agnese *? †1184                                   | (II) Agnese *? †1184                                   |                                                                          |                                                                          |
|                                                                          |                                                                          |                                     |                                                                               |                                                                               |                        |                                                                                  |                                                                                  |                                                                | | |                                                                  |                                                                  |                                                             | | |                                                                                 |                                                                            | |                                                                      |                                                                      |                                                                        |                                                                        |                                                                     |                                                                     |                                                                   |                                                                   |                                                        |                                                        |                                                                          |                                                                          |
|                                                                          |                                                                          |                                     |                                                                               |                                                                               |                        |                                                                                  |                                                                                  |                                                                | | |                                                                  |                                                                  |                                                             | | |                                                                                 |                                                                            | |                                                                      |                                                                      |                                                                        |                                                                        |                                                                     |                                                                     |                                                                   |                                                                   |                                                        |                                                        |                                                                          |                                                                          |
|                                                                          |                                                                          |                                     |                                                                               |                                                                               |                        |                                                                                  |                                                                                  |                                                                | | |                                                                  |                                                                  |                                                             | Federico II Imperatore dei Romani *1194 †1250 ⚭ (I) Costanza d'Aragona *1179 †1222 ⚭ (II) Isabella di Brienne *1212 †1228 ⚭ (III) Bianca Lancia *? †1233~1234 ⚭ (IV) Isabella d'Inghilterra *1214 †1241 | Federico II Imperatore dei Romani *1194 †1250 ⚭ (I) Costanza d'Aragona *1179 †1222 ⚭ (II) Isabella di Brienne *1212 †1228 ⚭ (III) Bianca Lancia *? †1233~1234 ⚭ (IV) Isabella d'Inghilterra *1214 †1241 |                                                                                 | due figli                                                                  | due figli | Beatrice II *? †1231 ⚭ Ottone II di Borgogna *? †1234                | Beatrice II *? †1231 ⚭ Ottone II di Borgogna *? †1234                | tre figli                                                              | tre figli                                                              | Maria *1196 † ante 1235 ⚭ Enrico II di Brabante *? †1248            | Maria *1196 † ante 1235 ⚭ Enrico II di Brabante *? †1248            | Beatrice *1198 †1212 ⚭ Ottone IV di Brunswick *? †1218            | Beatrice *1198 †1212 ⚭ Ottone IV di Brunswick *? †1218            | Cunegonda *1202 †1248 ⚭ Venceslao I di Boemia *? †1253 | Cunegonda *1202 †1248 ⚭ Venceslao I di Boemia *? †1253 | Beatrice [Elisabetta] *1205 †1235 ⚭ Ferdinando III di Castiglia *? †1252 | Beatrice [Elisabetta] *1205 †1235 ⚭ Ferdinando III di Castiglia *? †1252 |
|                                                                          |                                                                          |                                     |                                                                               |                                                                               |                        |                                                                                  |                                                                                  |                                                                | | |                                                                  |                                                                  |                                                             | | |                                                                                 |                                                                            | |                                                                      |                                                                      |                                                                        |                                                                        |                                                                     |                                                                     |                                                                   |                                                                   |                                                        |                                                        |                                                                          |                                                                          |
|                                                                          |                                                                          |                                     |                                                                               |                                                                               |                        |                                                                                  |                                                                                  |                                                                | | |                                                                  |                                                                  |                                                             | | |                                                                                 |                                                                            | |                                                                      |                                                                      |                                                                        |                                                                        |                                                                     |                                                                     |                                                                   |                                                                   |                                                        |                                                        |                                                                          |                                                                          |
| (I) Enrico VII Re dei Romani *1211 †1242 ⚭ Margherita d'Austria *? †1267 | (I) Enrico VII Re dei Romani *1211 †1242 ⚭ Margherita d'Austria *? †1267 |                                     | (II) Corrado IV Re dei Romani *1228 †1254 ⚭ Elisabetta di Baviera *1227 †1273 | (II) Corrado IV Re dei Romani *1228 †1254 ⚭ Elisabetta di Baviera *1227 †1273 |                        | (III) Costanza [Anna] *1230~1232 †1307 ⚭ Giovanni III Vatatze *? †1254           | (III) Costanza [Anna] *1230~1232 †1307 ⚭ Giovanni III Vatatze *? †1254           |                                                                | (III) Manfredi Re di Sicilia * 1232 †1266 ⚭ Beatrice di Savoia *? † ante 1258 ⚭ Elena Ducas *1242 †1271 | (III) Manfredi Re di Sicilia * 1232 †1266 ⚭ Beatrice di Savoia *? † ante 1258 ⚭ Elena Ducas *1242 †1271 | (III) Violante * ante 1233 †1264 ⚭ Riccardo Sanseverino *? †1265 | (III) Violante * ante 1233 †1264 ⚭ Riccardo Sanseverino *? †1265 | (IV) Margherita *1237 †1270 ⚭ Alberto II di Meißen *? †1315 | (IV) Margherita *1237 †1270 ⚭ Alberto II di Meißen *? †1315 | Federico *? †? | Federico *? †?                                                                  | Enzo Re di Sardegna *? †1272 ⚭ (I) Adelasia di Torres *1207 †1259 ⚭ (II) ? | Enzo Re di Sardegna *? †1272 ⚭ (I) Adelasia di Torres *1207 †1259 ⚭ (II) ?                                                               | Caterina *? † post 1272 ⚭ (I) ? ⚭ (II) Giacomo del Carretto *? †1268 | Caterina *? † post 1272 ⚭ (I) ? ⚭ (II) Giacomo del Carretto *? †1268 |                                                                        | Federico *? †1256 ⚭ Margherita di Poli *? † post 1246~1249             | Federico *? †1256 ⚭ Margherita di Poli *? † post 1246~1249          | Selvaggia *? †1244 ⚭ Ezzelino III da Romano *? †1259                | Selvaggia *? †1244 ⚭ Ezzelino III da Romano *? †1259              | Riccardo *? †1249                                                 | Riccardo *? †1249                                      | sette figli                                            | sette figli                                                              |                                                                          |
|                                                                          |                                                                          |                                     |                                                                               |                                                                               |                        |                                                                                  |                                                                                  |                                                                | | |                                                                  |                                                                  |                                                             | | |                                                                                 |                                                                            | |                                                                      |                                                                      |                                                                        |                                                                        |                                                                     |                                                                     |                                                                   |                                                                   |                                                        |                                                        |                                                                          |                                                                          |
|                                                                          |                                                                          |                                     |                                                                               |                                                                               |                        |                                                                                  |                                                                                  |                                                                | | |                                                                  |                                                                  |                                                             | | |                                                                                 |                                                                            | |                                                                      |                                                                      |                                                                        |                                                                        |                                                                     |                                                                     |                                                                   |                                                                   |                                                        |                                                        |                                                                          |                                                                          |
| due figli                                                                | due figli                                                                | Corradino Re di Sicilia *1252 †1268 | Corradino Re di Sicilia *1252 †1268                                           | Corradino *1252? †1269                                                        | Corradino *1252? †1269 | (I) Costanza II Regina di Sicilia *1249 †1302 ⚭ Pietro III d'Aragona *1239 †1285 | (I) Costanza II Regina di Sicilia *1249 †1302 ⚭ Pietro III d'Aragona *1239 †1285 | (II) Beatrice *1266 †1307 ⚭ Manfredo IV di Saluzzo *1262 †1340 | (II) Beatrice *1266 †1307 ⚭ Manfredo IV di Saluzzo *1262 †1340                                          | Beatrice fl. 1284 ⚭ Ranieri della Gherardesca *? †1325                                                  | Beatrice fl. 1284 ⚭ Ranieri della Gherardesca *? †1325           | quattro figli                                                    | quattro figli                                               | | (II) Adelaide *? † post 1301 ⚭ (I) ? ⚭ (II) Reinaldo di Urslingen *? †1300~1301 | (II) Adelaide *? † post 1301 ⚭ (I) ? ⚭ (II) Reinaldo di Urslingen *? †1300~1301 | Elena *?1235 † post 1272 ⚭ Guelfo della Gherardesca *? †1295               | Elena *?1235 † post 1272 ⚭ Guelfo della Gherardesca *? †1295                                                                             | tre figli                                                            | tre figli                                                            | Corrado *? † post 1301 ⚭ Beatrice Lancia *? † post 1268                | Corrado *? † post 1301 ⚭ Beatrice Lancia *? † post 1268                | Filippa *? † ante 27.X.1273 ⚭ Manfredo II di Maletta *? † post 1282 | Filippa *? † ante 27.X.1273 ⚭ Manfredo II di Maletta *? † post 1282 |                                                                   |                                                                   |                                                        |                                                        |                                                                          |                                                                          |
|                                                                          |                                                                          |                                     |                                                                               |                                                                               |                        |                                                                                  |                                                                                  |                                                                | | |                                                                  |                                                                  |                                                             | | |                                                                                 |                                                                            | |                                                                      |                                                                      |                                                                        |                                                                        |                                                                     |                                                                     |                                                                   |                                                                   |                                                        |                                                        |                                                                          |                                                                          |
|                                                                          |                                                                          |                                     |                                                                               |                                                                               |                        |                                                                                  |                                                                                  |                                                                | | |                                                                  |                                                                  |                                                             | | |                                                                                 |                                                                            | |                                                                      |                                                                      |                                                                        |                                                                        |                                                                     |                                                                     |                                                                   |                                                                   |                                                        |                                                        |                                                                          |                                                                          |
|                                                                          |                                                                          |                                     |                                                                               |                                                                               |                        |                                                                                  |                                                                                  |                                                                | | |                                                                  |                                                                  |                                                             | | Federico *? † 22.VII.1305 | Federico *? † 22.VII.1305                                                       | Bartolomeo *? †1311                                                        | Bartolomeo *? †1311 | Francesco *? †1320                                                   | Francesco *? †1320                                                   | Costanza [Antiochetta] *1270 †1304 ⚭ Bartolomeo I della Scala *? †1304 | Costanza [Antiochetta] *1270 †1304 ⚭ Bartolomeo I della Scala *? †1304 | Imperatrice *? †? ⚭ Federico della Scala *? †1349?                  | Imperatrice *? †? ⚭ Federico della Scala *? †1349?                  | Giovanna *? †1351 ⚭ Cangrande I della Scala *? †1329              | Giovanna *? †1351 ⚭ Cangrande I della Scala *? †1329              | Corrado *? † post 1300                                 | Corrado *? † post 1300                                 |                                                                          |                                                                          |
|                                                                          |                                                                          |                                     |                                                                               |                                                                               |                        |                                                                                  |                                                                                  |                                                                | | |                                                                  |                                                                  |                                                             | | |                                                                                 |                                                                            | |                                                                      |                                                                      |                                                                        |                                                                        |                                                                     |                                                                     |                                                                   |                                                                   |                                                        |                                                        |                                                                          |                                                                          |
|                                                                          |                                                                          |                                     |                                                                               |                                                                               |                        |                                                                                  |                                                                                  |                                                                | | |                                                                  |                                                                  |                                                             | | |                                                                                 |                                                                            | |                                                                      |                                                                      |                                                                        |                                                                        |                                                                     |                                                                     |                                                                   |                                                                   |                                                        |                                                        |                                                                          |                                                                          |
|                                                                          |                                                                          |                                     |                                                                               |                                                                               |                        |                                                                                  |                                                                                  |                                                                | | |                                                                  |                                                                  |                                                             | | Corrado *? † post 1320? |                                                                                 |                                                                            | |                                                                      |                                                                      |                                                                        |                                                                        |                                                                     |                                                                     |                                                                   |                                                                   |                                                        |                                                        |                                                                          |                                                                          |

## Falsi Hohenstaufen

### Storia della ricerca
Nel 1977 lo storico Hansmartin Decker-Hauff pubblicò un articolato repertorio genealogico dei membri della dinastia Hohenstaufen all’interno del volume III della documentazione quadripartita realizzata in occasione della mostra Staufer tenutasi a Stoccarda, nel quadro delle celebrazioni per il XXV anniversario della fondazione del Land Baden-Württemberg. L’elenco in questione comprendeva anche numerosi individui fino ad allora non attestati dalla ricerca scientifica come appartenenti alla stirpe staufica. Le fonti alle quali l’autore dichiarava di aver attinto includevano un cosiddetto Epitaphienbüchlein fino ad allora sconosciuto, nonché estratti dal "Libro Rosso" dell’abbazia di Lorch, andato praticamente distrutto nel corso del secondo conflitto mondiale.
Tali fonti, nondimeno, non furono mai edite né furono rinvenute tra i materiali d’archivio appartenenti a Decker-Hauff. Negli anni Novanta, gli storici Klaus Graf e Gerhard Lubich hanno dimostrato l’assenza degli estratti in questione all’interno dei frammenti superstiti e restaurati del "Libro Rosso", rendendo impossibile una verifica documentaria delle affermazioni di Decker-Hauff [24]. Neppure il presunto Epitaphienbüchlein risultò mai rintracciabile presso alcun fondo conosciuto.
Nel 2004, lo storico Tobias Weller ha rilevato come alcuni dei legami matrimoniali attribuiti da Decker-Hauff alla casata degli Staufer debbano ritenersi verosimilmente privi di fondamento storico. Alcuni tra i discendenti derivati da tali unioni ipotetiche risultano effettivamente figure storicamente documentate; tuttavia, non possono essere considerati membri della dinastia Hohenstaufen.

### Persone indicate erroneamente come Hohenstaufen (selezione)
- Ascendenza presunta del conte Federico, bisavolo dell'imperatore Federico Barbarossa[30]
  - Federico (*~960/965 – † post estate 1027), conte di una contea non identificata
- Presunta discendenza di Federico di Büren[31]; 
  - Manegoldo il Vecchio (†1094), conte palatino di Svevia dal 1070/1075 fino al decesso
- Presunta discendenza del duca Federico I di Svevia[32]
  - Heilika (†~ post 1110; inumata presso il monastero di Ensdorf), unita in matrimonio a Federico III di Lengenfeld (†3.IV.1119), anche lui sepolto presso il monastero di Ensdorf.
  - Berta di Boll (*~1088/1089 – † post 1120 / ante 1142), primo matrimonio con Adalberto di Ravenstein, conte di Elchingen e di Irrenberg, secondo matrimonio con Enrico, conte di Aichelberg.
  - Ildegarda
  - Giselhildis [Gisela]
  - Enrico († ante 1102)
  - Beatrice, fondatrice nel 1146 del monastero di Michaelstein
  - Cunegonda [Kunizza], unita in matrimonio a un duca di nome Enrico (non ulteriormente identificato)
  - Sofia, unita in matrimonio ad un conte di nome Adalberto (non ulteriormente identificato).
- Presunta discendenza di Corrado III da una nobildonna di nome Gerberga, non attestata documentalmente[33]: 
  - Sofia († post 1135/1140; esistenza incerta), unita in matrimonio a Corrado di Pfitzingen (documentato tra il 1136 e il 1141)
  - Leopoldo, esistenza non attestata
  - Costantino di Lochgarten, fondatore nel 1144 del monastero omonimo
  - Giselberto di Höttingen, fratello di Costantino, cofondatore nel medesimo anno; gli si attribuisce una figlia:
    - Petrissa († post 1165), zensualin[34] presso l’abbazia di Lorsch, unita in matrimonio ad Adeldegen, ministeriale episcopale di Bamberga

  - Ludmilla di Langenberg, esistenza non attestata con certezza, unita in matrimonio a un uomo di ignoto di Vellberg
- Presunte consorti e discendenza di Corrado III e di Corrado Hohenstaufen
  - Gertrude di Comburg (†1130/1131)[33], ritenuta la prima consorte di Corrado III
  - [Donna ignota] della stirpe di Sponheim (†1159/1160), considerata la prima consorte di Corrado di Hohenstaufen
- Presunti figli di Corrado di Hohenstaufen, attribuiti alla prima moglie ignota e alla consorte legittima accertata Irmengarda di Henneberg (†1197)[35]
  - (I) Goffredo di Hohenstaufen († probabilmente 1187/1188), unito in matrimonio ad Agnese, che contrasse seconde nozze nel 1188.
    - Federico di Hohenstaufen
    - Agnese († ante 10.III.1232), unita in matrimonio a Rodolfo II d’Asburgo

  - (II) Federico (†3.IX ante 1189)
  - (II) Corrado (†~1186), inumato presso il monastero di Schönau